# In de Knipscheer
In de Knipscheer is een in Haarlem gevestigde, zelfstandige literaire uitgeverij van werk van Nederlandstalige auteurs en van vertaalde schrijvers, die actief is sinds 1976.

## Geschiedenis
In 1975 startten de broers Jos en Franc Knipscheer Mandala, tijdschrift voor internationale, avantgarde- en etnoliteratuur. Vanuit het netwerk dat daarmee werd opgebouwd werd uitgeverij In de Knipscheer statutair (in eerste instantie als B.V.) opgericht in Haarlem op 24 maart 1976. De uitgeverij zou altijd haar zelfstandige positie blijven behouden, belangrijk ook voor wat de uitgeverij noemde de ‘multiculturele literatuur’. Eind jaren zeventig en begin jaren tachtig waren Mandala en In de Knipscheer betrokken bij de organisatie van de One World Poetry Festivals in Amsterdam. 
In de Knipscheer groeide flink en vestigde zich in 1988 in Amsterdam op het adres Singel 450. In 1993 trok Jos Knipscheer zich terug uit de uitgeverij om gezondheidsredenen; hij overleed in 1997 en in dat jaar keerde de uitgeverij terug naar Haarlem. Franc Knipscheer zette de uitgeverij voort, met zijn partner Anja Knipscheer die al vanaf 1978 in het bedrijf werkzaam was en die ook onder de naam Anders Kilian vele boekomslagen ontwierp, sinds het afscheid van ontwerper Henrik Barends. De Knipscheren werden bijgestaan door enkele redacteuren: Stefan Landshoff (1951-2000), Jan Kees van de Werk (Afrikaanse Bibliotheek), Howard Krol (1955-2020), Marina van der Heijden (1951-2012), Rosa Pollé (Furie), Scott Rollins (Bridges Books), Rob van Erkelens, Peter Abspoel, Veronique Schomaker en Arthur Lava. Vanaf 1995 is Peter de Rijk uitgeverijredacteur met assistentie van Koos van den Kerkhof (1946-1921), Jim Rotteveel en Ties Derks.
In de tweede helft van de jaren tachtig gaf de uitgeverij het literaire tijdschrift De Held uit. Van 2011 tot 2019 bracht In de Knipscheer in samenwerking met Stichting Trespassers W 33 nummers van het literaire tijdschrift Extaze.
In de loop der tijd werden in het fonds ook imprints gemaakt of overgenomen als De Afrikaanse Bibliotheek, Bridges Books, lesbische uitgeverij Furie, Onze Tijd, Reprise Literair en Uitgeverij Zuid. Een aantal jaren werd een eigen pocketreeks gelanceerd, de Globe Pockets waarin bijna 50 titels uitkwamen. Vele Knipscheer-titels werden ook in licentie gegeven aan andere pocketreeksen zoals de Rainbow Pocketboeken.

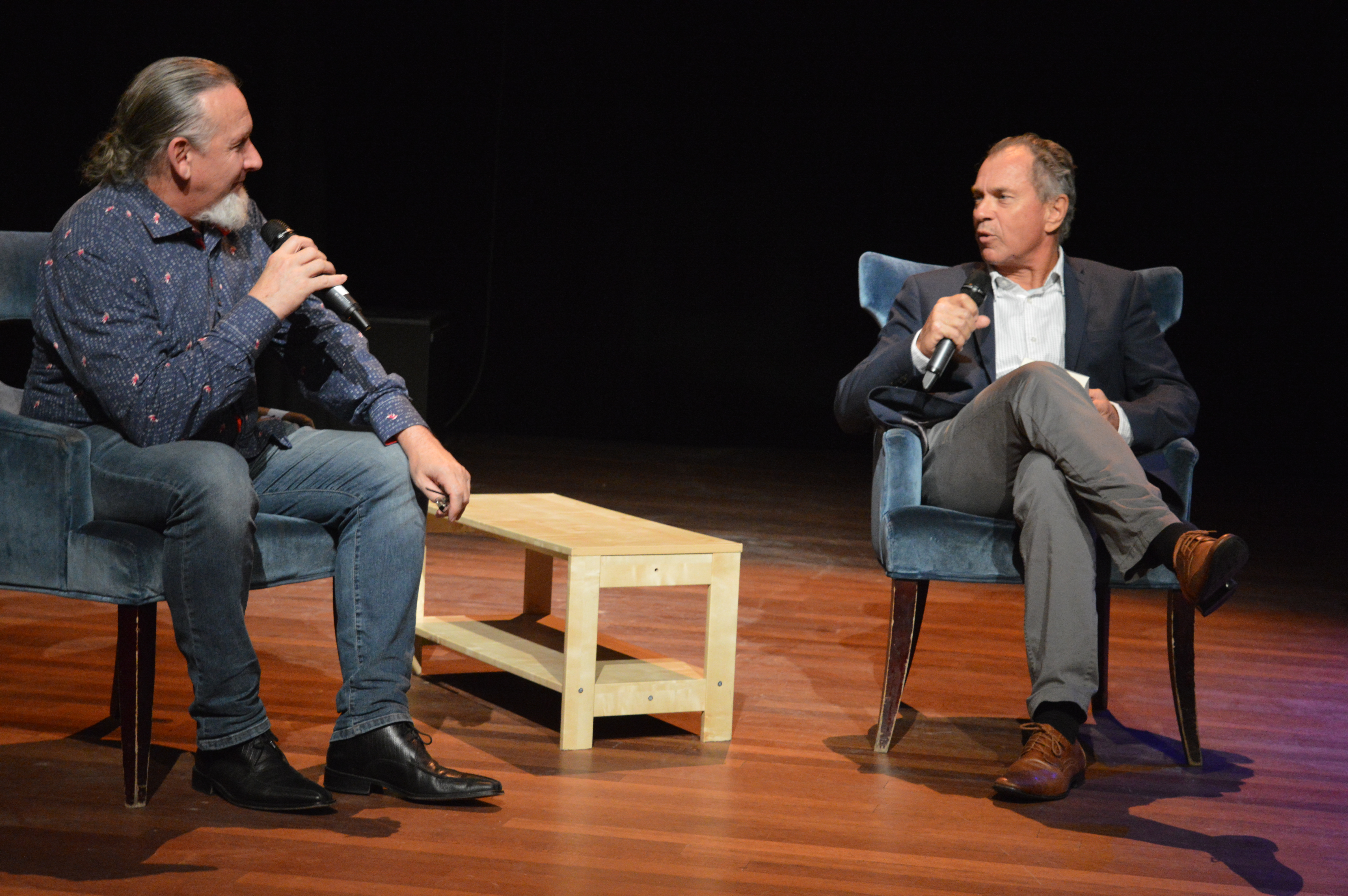
Uitgeverijredacteur Peter de Rijk in gesprek met de Curaçaose schrijver Eric de Brabander in Podium Mozaïek, Amsterdam, 20 november 2016.

In 2013 ging de uitgeverij een samenwerkingsovereenkomst aan met Publishing Services Suriname van schrijfster Ismene Krishnadath om het fonds ook in Suriname te kunnen distribueren. .
Voor de betekenis van de uitgeverij voor de Surinaamse literatuur is uitgever Franc Knipscheer op 25 november 2001 door de president van Suriname, Ronald Venetiaan, benoemd tot Ridder in de Ere-orde van de Gele Ster (uitgereikt in februari 2002). Op 1 oktober 2017 werd de uitgever benoemd tot Ridder in de Orde van Oranje-Nassau, op voorspraak van de Nederlands-Caraïbische dichters en schrijvers bij de uitgeverij. Bij het 40-jarig bestaan van de uitgeverij kregen Anja en Franc Knipscheer een reis naar Suriname aangeboden door de schrijvers uit het fonds.
Als kleine uitgeverij die zich financieel weinig publicitaire armslag kan veroorloven heeft de uitgeverij moeilijke jaren gekend. Van het Haarlemse debatcentrum en cultuurpodium De Pletterij, gelegen vlak bij de uitgeverij, werd veelvuldig gebruik gemaakt voor boekpresentaties. Uitgever Franc Knipscheer heeft het voornemen kenbaar gemaakt om het uitgavenbeleid geleidelijk af te bouwen en de uitgeverij op haar vijftigste verjaardag, 24 maart 2026, te beëindigen.
Verschillende schrijvers, dichters, vertalers en boekuitgaven van In de Knipscheer kregen belangrijke onderscheidingen.

## Fonds

### Naar herkomst

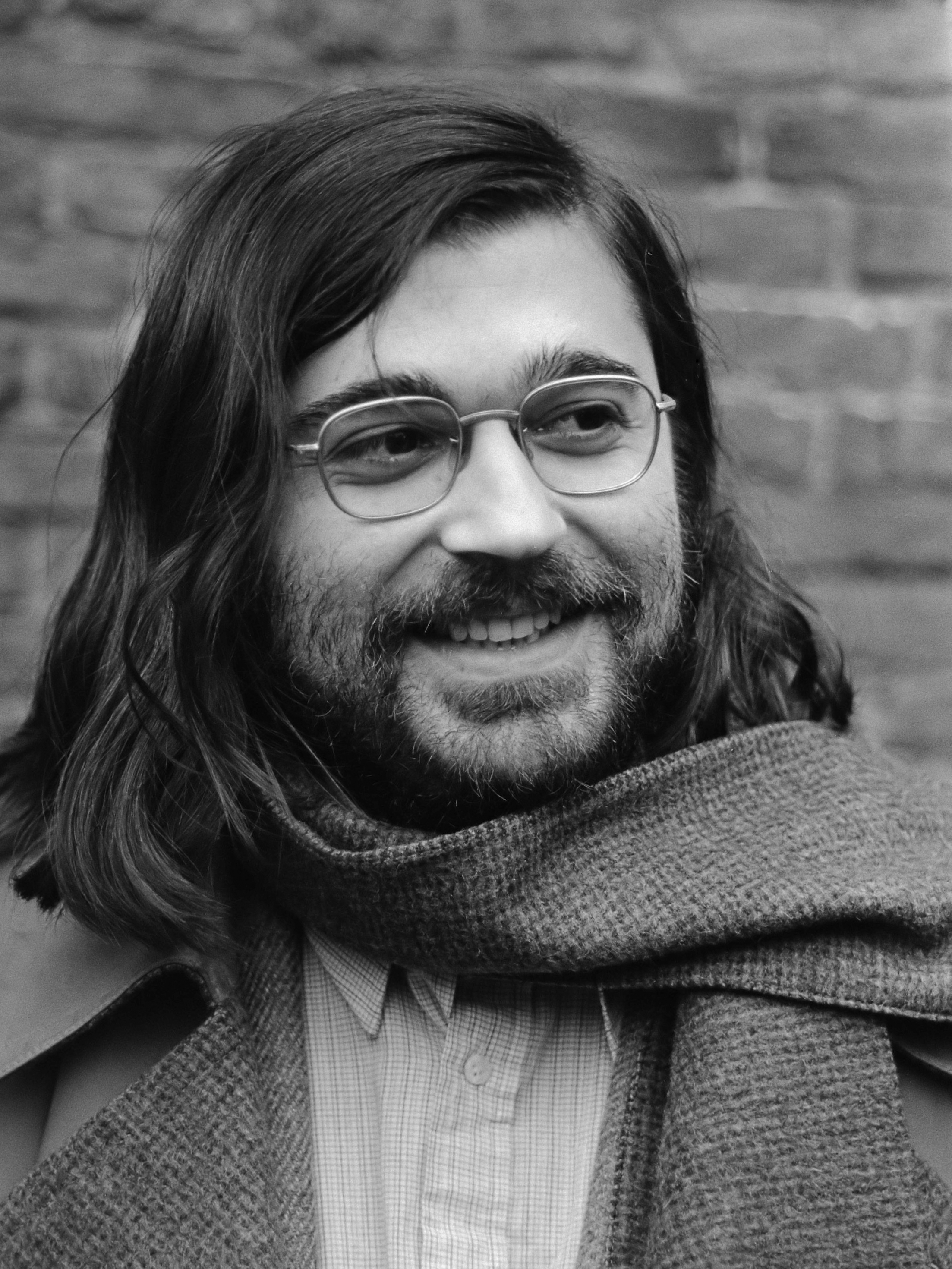
Leon de Winter, hier in 1979, was een van de schrijvers die zijn carrière begon bij In de Knipscheer.

Het Nederlandstalige fonds kent enkele duidelijke accenten: 
- literatuur van Nederlandstalige auteurs, zowel Vlaamse als Nederlandse, vaak debuterende auteurs die ook in nogal wat gevallen later veranderden van uitgever en dan pas groot succes boekten: Leon de Winter, Tommy Wieringa, Herman Brusselmans, Eriek Verpale, Stefaan van den Bremt, Sylvain Ephimenco, Diana Ozon, Sjoerd Kuyper, Hans Plomp, Harry Vaandrager, Peter Andriesse, Adriaan Bontebal, Robert Vernooy, Graa Boomsma, Edith Louw, Michiel van Kempen, Inge Bak, JP den Tex, Hans Dulfer, Arjan Witte, Karel de Vey Mestdagh, Theo Stokkink, Janny de Heer, Kees Broere, Felicita Vos, Lex Paleaux.
- literatuur van auteurs uit Indonesië of die gerekend worden tot de Nederlands-Indische letteren, en dan in het bijzonder ook de zgn. `tweede generatie’-auteurs als Marion Bloem, Alfred Birney, Ernst Jansz, Frans Lopulalan en anderen.
- literatuur van auteurs met Nederlands-Caraïbische wortels,
  - zowel Surinaamse, circa 130 titels (Edgar Cairo, Astrid Roemer, Hugo Pos, Albert Helman, Mala Kishoendajal, Cándani/ Saya Yasmine Amores, Bea Vianen, John Leefmans, Joanna Werners, Annel de Noré, Orchida Bachnoe, Karin Lachmising, Henna Goudzand Nahar, Raj Mohan, Diana Tjin, Frank Ong-Alok, Rita Rahman, Marius Atmoredjo).
  - als auteurs van de voormalige Nederlandse Antillen, circa 80 titels (Boeli van Leeuwen, Ken Mangroelal, Diana Lebacs, Eric de Brabander, Ronny Lobo, Quito Nicolaas, Jacques Thönissen, Giselle Ecury, Olga Orman, Charles Corsen, Carel de Haseth, Joan Leslie, Hans Vaders, Clyde Lo A Njoe, Henry Habibe, Chesley Rach, Elodie Heloise, Walter Palm, Bernadette Heiligers, Ini Statia, Medardo de Marchena, Joseph Hart, Carla van Leeuwen)

Binnen de vertaalde literatuur ligt een duidelijk accent op Indiaanse en zwart-Amerikaanse schrijvers (ca. 30 titels, o.m. Craig Strete, Dee Brown, Alice Walker, Louis Oliver, Chief Long Lance), titels van Caraïbische en Zuid-Amerikaanse schrijvers (ca. 40 titels, o.m. van Pablo Neruda, Aimé Césaire, Maryse Condé, Arturo Uslar Pietri, Augusto Roa Bastos, Ariel Dorfman, Ernesto Cardenal, Alejo Carpentier, Neil Bissoondath, Nicolás Guillén), en Afrikaanse schrijvers, die ook jarenlang werden uitgegeven in de reeks ‘Afrikaanse Bibliotheek’ (Chinua Achebe, Ngũgĩ wa Thiong'o, Wole Soyinka, Buchi Emecheta, Chenjerai Hove, Ahmadou Kourouma, Kofi Awoonor, Meja Mwangi en Amos Tutuola. Ook een enkele Afrikaanstalige auteur, zoals Vernie February werd door In de Knipscheer uitgegeven.

### Naar genre

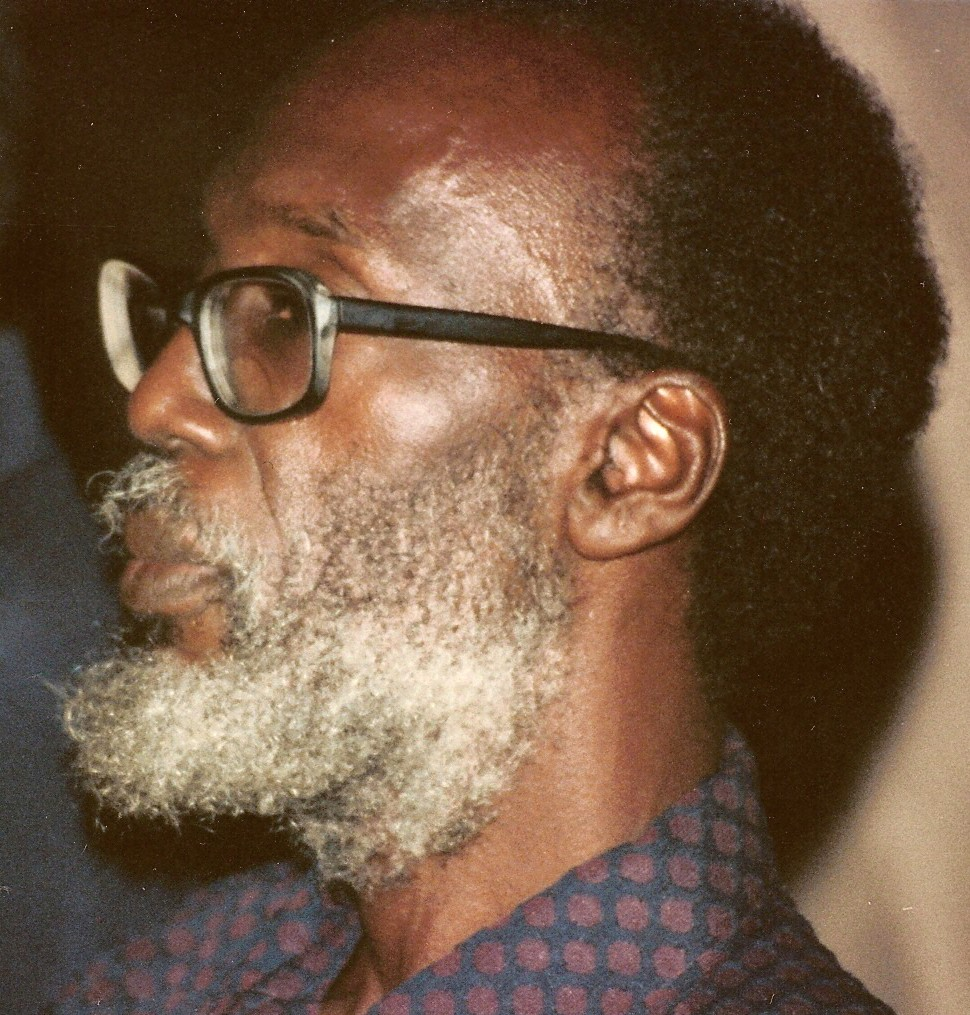
Michael Slory (1935–2018), veelvuldig bekroond Surinaams dichter, is een van de Nederlands-Caraïbische auteurs die bij In de Knipscheer onderdak vond.

Het accent ligt op fictioneel proza (romans en verhalen), maar daarnaast bracht de uitgeverij ook een significant aantal poëzieuitgaven, van dichters als Mark Insingel, Rogi Wieg,  Scott Rollins, Philip Hoorne, Helen Knopper, Albert Hagenaars, Bas Kwakman, Suzanne Binnemans, Cor Gout en anderen. De schrijversgroep de Maximalen (met o.m. Arthur Lava, Joost Zwagerman, Pieter Boskma, Koos Dalstra, K. Michel, Frank Starik, René Huigen) vond onderdak bij de uitgeverij en zorgde voor ophef en rumoer met de bloemlezing Maximaal in 1988. 
Binnen de poëzieuitgaven valt dan weer een reeks bloemlezingen op van Nederlands-Caraïbische auteurs die met een ruime keuze uit hun oeuvre en een toelichtende tekst vaak voor het eerst geïntroduceerd werden in Nederland: Shrinivási, Michael Slory, Aletta Beaujon, Elis Juliana, Oda Blinder, Pierre Lauffer, Nydia Ecury, Astrid Roemer, Jit Narain, alsook van de Cubaan José Lezama Lima.
Daarnaast bracht de uitgeverij een aantal essayuitgaven van o.m. Willem Oltmans, Bert Vuijsje, Ewald Vanvugt, Jos de Roo, Aart G. Broek, Brede Kristensen, Michiel van Kempen, Fred de Haas, Klaas de Groot, Els de Groen, Lex van de Haterd, Walter Palm en Jaap Goedegebuure.
Biografieën verschenen van Prins Bernard door Wim Klinkenberg in 1979, van Jo Otten door Rob Groenewegen in 2011, van Pierre Lauffer door Bernadette Heiligers in 2012, van Aya Zikken door Kees Ruys in 2013 en Albert Helman door Michiel van Kempen in 2016. Een enkele maal bracht In de Knipscheer ook een theatertekst in druk uit (Edgar Cairo, Karin Lachmising).

## Externe link

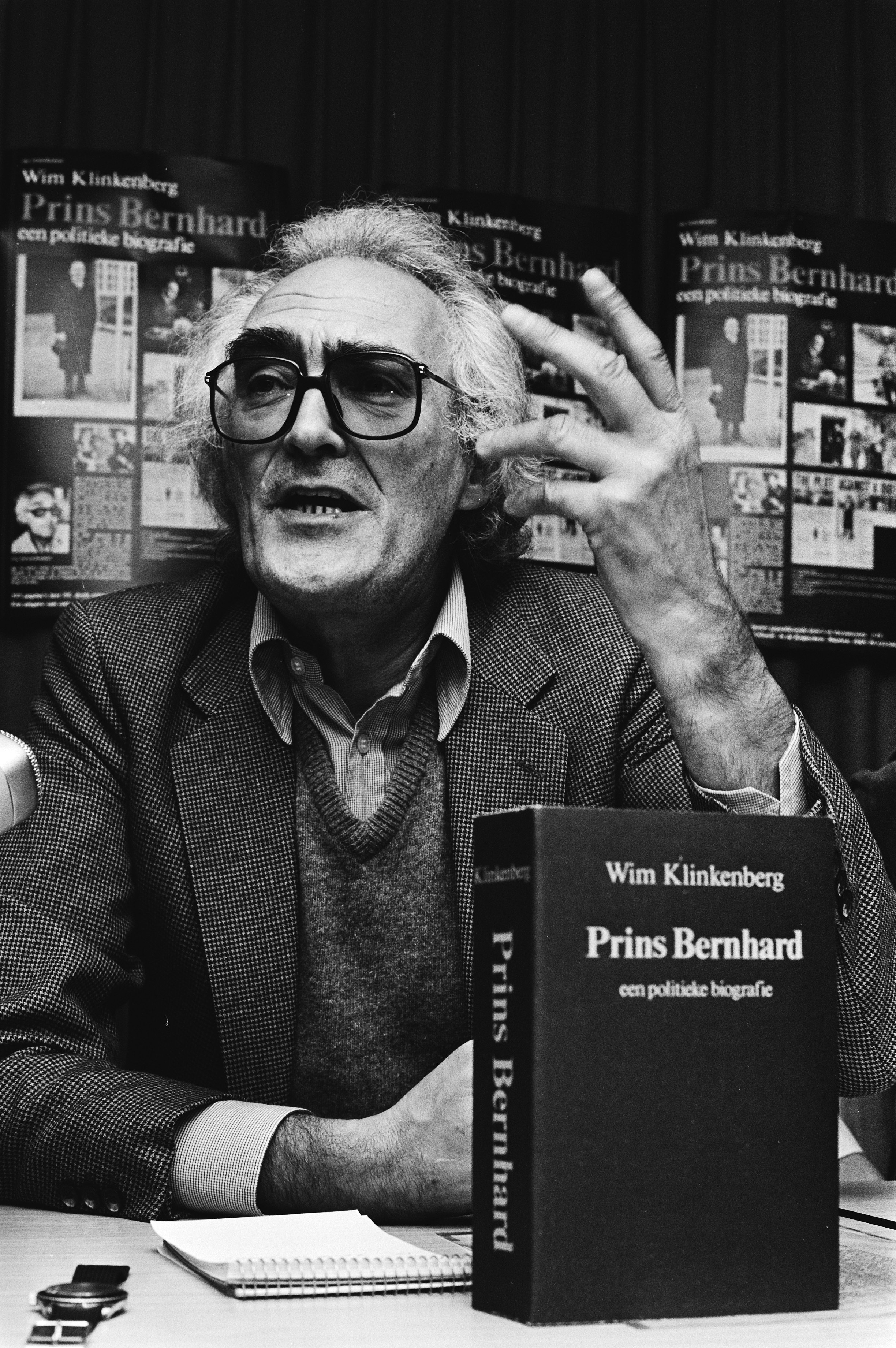
Wim Klinkenberg zorgde in 1979 met zijn politieke biografie Prins Bernhard voor een radicale herschrijving van het leven van de Prins der Nederlanden.